# Proxazole
Proxazole là một loại thuốc dùng cho rối loạn tiêu hóa chức năng.